# Abderrahim Ouakili
Abderrahim Ouakili (12. prosince 1970, Rabat – 18. prosince 2023) byl marocký fotbalový záložník.

## Fotbalová kariéra
Začínal v Maroku v týmu FUS Rabat. Dále hrál v Německu za FC Maroc Frankfurt, TGM SV Jügesheim, 1. FSV Mainz 05, TSV 1860 München a Tennis Borussii Berlin, v řecké lize za Škodu Xanthi a kariéru zakončil v Německu v týmu Karlsruher SC. V Poháru UEFA nastoupil ve 2 utkáních. Za marockou reprezentaci nastoupil v letech 1996–1998 ve 12 utkáních a dal 2 góly. Byl členem marocké reprezentace na Mistrovství světa ve fotbale 1998, ale v utkání nenastoupil. Byl členem marocké reprezentace na Africkém poháru národů v roce 1998, nastoupil ve 4 utkáních.

## Ligová bilance
| Ročník                                    | Zápasy | Góly | Klub                   |
| ----------------------------------------- | ------ | ---- | ---------------------- |
| 2. německá fotbalová Bundesliga 1994/1995 | 22     | 2    | 1. FSV Mainz 05        |
| 2. německá fotbalová Bundesliga 1995/1996 | 29     | 3    | 1. FSV Mainz 05        |
| 2. německá fotbalová Bundesliga 1996/1997 | 32     | 12   | 1. FSV Mainz 05        |
| 2. německá fotbalová Bundesliga 1997/1998 | 14     | 10   | 1. FSV Mainz 05        |
| Německá fotbalová Bundesliga 1997/1998    | 13     | 3    | TSV 1860 München       |
| Německá fotbalová Bundesliga 1998/1999    | 27     | 3    | TSV 1860 München       |
| 2. německá fotbalová Bundesliga 1999/2000 | 25     | 7    | Tennis Borussia Berlin |
| 2. německá fotbalová Bundesliga 2000/2001 | 16     | 5    | 1. FSV Mainz 05        |
| Řecká Superliga 2001/2002                 | 23     | 14   | Škoda Xanthi           |
| Řecká Superliga 2002/2003                 | 6      | 0    | Škoda Xanthi           |
| 2. německá fotbalová Bundesliga 2002/2003 | 12     | 0    | Karlsruher SC          |
| 2. německá fotbalová Bundesliga 2003/2004 | 26     | 2    | Karlsruher SC          |
| 2. německá fotbalová Bundesliga 2004/2005 | 7      | 1    | Karlsruher SC          |
| CELKEM Německá fotbalová Bundesliga       | 40     | 6    |                        |
| CELKEM Řecká Superliga                    | 29     | 14   |                        |
| CELKEM 2. německá fotbalová Bundesliga    | 183    | 42   |                        |